# Cestrum alternifolium
Cestrum alternifolium es una especie de arbusto de la familia Solanaceae nativa de América Central y América del Sur.

## Características
Cestrum alternifolium es un arbusto que alcanza un tamaño de 1–3 m de alto, con ramitas delgadas, puberulentas. Las hojas son ovadas, de 3–7 cm de largo, el ápice agudo o acuminado, la base aguda, con envés uniforme y persistentemente puberulento; pecíolos 0.2–0.8 cm de largo, puberulentos. Las inflorescencias en fascículos con pocas flores, compactas, terminales o axilares, el raquis puberulento, pedicelos 0.5 mm de largo, las flores son nocturnas y fragantes; el cáliz cupuliforme, de 3 mm de largo, apicalmente ciliado, la corola verdosa, a veces purpúrea, en forma de tubo delgado, de 17–21 mm de largo, expandiéndose alrededor de las anteras, glabro, lobos 4–6 mm de largo, ciliados; filamentos libres por 0.5–1 mm de su longitud, sin dientes, glabros. El fruto es una baya ovoide, de 8–14 mm de largo, purpúreo obscura; con semillas de 5–6 mm de largo.

## Distribución y hábitat
Es una especie común que se encuentra en los bosques secos, de la zona del Océano Pacífico; a una altitud de 0–810 (–1000) m; desde el sur de México hasta el norte de Sudamérica, siendo más abundante hacia el sur de Nicaragua.

## Taxonomía
Cestrum alternifolium fue descrita por (Jacq.) O.E.Schulz y publicado en Symbolae Antillanae seu Fundamenta Florae Indiae Occidentalis 6: 270–272, en el año 1909.
Etimología
Cestrum: nombre genérico que deriva del griego kestron = "punto, picadura, buril", nombre utilizado por Dioscórides para algún miembro de la familia de la menta.
alternifolium: epíteto latino que significa "con hojas alternas".
sinonimia
| - Cestrum amelanchier Dunal - Cestrum aronioideum St.-Lag. - Cestrum confertum Mill. - Cestrum depauperatum Dunal - Cestrum foetidum Medik. - Cestrum frutescens Aubl. - Cestrum jamaicense Lam. - Cestrum jasminiflorum Moric. ex Dunal | - Cestrum latifolium Duss - Cestrum macrophyllum Griseb. - Cestrum pendulinum Jacq. - Cestrum peruvianum Dunal - Cestrum requienii Dunal - Cestrum vespertinum L. - Cestrum vespertinum Bertol. ex Dunal - Ixora alternifolia Jacq. |